# Andrew Lauterstein
Andrew George Lauterstein (Melbourne, 22 de maio de 1987) é um nadador australiano que conquistou três medalhas nos Jogos Olímpicos de Pequim de 2008. Ele ganhou a prata no revezamento 4x100 metros medley, além de duas medalhas de bronze, na prova dos 100 metros borboleta e no revezamento 4x100 metros livre.